# Kock (gmina)
Pour les articles homonymes, voir Kock.
Kock est une gmina mixte ou urbaine-rurale (gmina miejsko-wiejska) de la powiat de Lubartów, dans la Voïvodie de Lublin, dans l'est de la Pologne.
Son siège administratif (chef-lieu) est la ville de Kock, qui se situe environ 23 kilomètres (km) au nord-ouest de Lubartów (siège du powiat) et 46 kilomètres au nord de la capitale régionale Lublin (capitale de la voïvodie).
La gmina couvre une superficie de 100,62 km2 pour une population de 6 763 habitants en 2006 répartie pour la ville de Kock de 3 478 habitants et une population rurale de 3 285 habitants.

## Histoire
De 1975 à 1998, la gmina est attachée administrativement à l'ancienne Voïvodie de Lublin.

Depuis 1999, elle fait partie de la nouvelle voïvodie de Lublin.

## Géographie
Outre la ville de Kock, la gmina inclut les villages de:

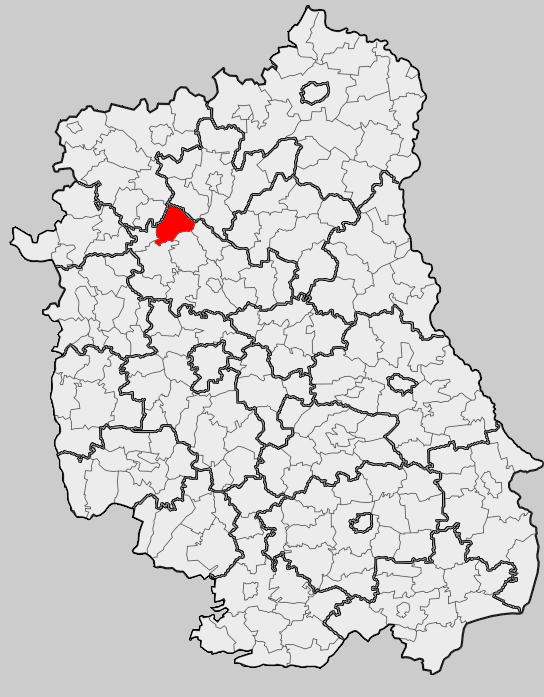
Position de la gmina dans la voïvodie

- Annopol
- Annówka
- Białobrzegi
- Białobrzegi-Kolonia
- Bożniewice
- Górka
- Lipniak
- Poizdów
- Poizdów-Kolonia
- Ruska Wieś
- Talczyn
- Talczyn-Kolonia
- Wygnanka
- Zakalew

### Gminy voisines
La gmina de Kock est voisine des gminy de:
- Borki
- Firlej
- Jeziorzany
- Michów
- Ostrówek
- Serokomla

## Structure du terrain
D'après les données de 2002, la superficie de la commune de Kock est de 100,62 kilomètres carrés, répartis comme telle :
- terres agricoles : 71%
- forêts : 17%

La commune représente 7,8% de la superficie du powiat.

## Démographie
Données duu 30 juin 2004:
| Description        | Total  | Total | Femmes | Femmes | Hommes | Hommes |
| ------------------ | ------ | ----- | ------ | ------ | ------ | ------ |
| Unité              | Nombre | %     | Nombre | %      | Nombre | %      |
| Population         | 6 841  | 100   | 3 443  | 50,3   | 3 398  | 49,7   |
| Densité (hab./km²) | 68     | 68    | 34,2   | 34,2   | 33,8   | 33,8   |